# Иерихон (фильм)
«Иерихон» (фр. Jericho) — французский военный художественный фильм 1945 года режиссёра Анри Калефа.
Премьера фильма состоялась 13 марта 1946 года.

## Сюжет
Основано на реальных событиях Второй мировой войны. В ночь на 6 июня 1944 года французские партизаны взрывают мост, и немецкий конвой с топливом застревает на вокзале Амьен. Немецкий комендант приказывает мэру составить список из пятидесяти заложников, которые будут расстреляны, если с поездом что-нибудь произойдет. Мэр собирает членов муниципального совета и предлагает им внести в список свои имена. Все соглашаются, за исключением двух человек, которые тут же подают в отставку. Комендант дополняет список, внеся туда ряд заключённых местной тюрьмы, большинство из которых арестованы за участие в Сопротивлении, в том числе нескольких из камеры № 1: доктора Нобле, клошара по прозвищу «Костыль», печатника Муската, графа Жака де Сен-Ле и циничного мошенника Жана-Сезара Морена.
Дочь железнодорожника Симона Мишо и фармацевт Пьер с группой партизан совершают нападение на поезд. Девушка оказывается в плену, а парень погибает. Заложников запирают в местной церкви, чтобы утром казнить. Всю ночь они пишут письма родным, изнывая от страха и тревоги. Поднявшись на кафедру, Морен призывает товарищей хоть что-нибудь сделать — лизать немцам сапоги, если понадобится, — чтобы добиться свободы. Возмущённые узники линчуют его, выдав смерть Морена за самоубийство. Немецкий офицер вычеркивает имя Морена из списка. Теперь заложники собраны в полном составе, их насчитывается не 51, как было, а ровно 50.
Французские партизаны, при поддержке авиации союзников, готовят операцию «Иерихон», нападают на тюрьму Амьена. Симона Мишо и заложники берутся за оружие, начинается бомбардировка тюрьмы. Некоторые из заложников погибают, а выжившие присоединяются к партизанам.

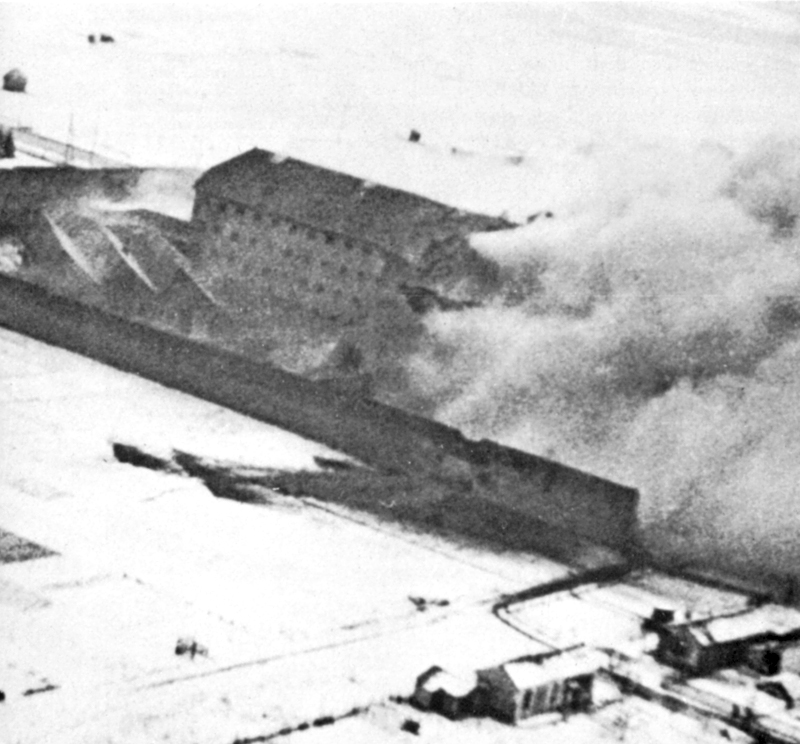
Документальные кадры операции «Иерихон»

## В ролях
- Надин Алари — Алиса Нобле
- Пьер Брассёр — Жан-Сезар Морен
- Пьер Ларкей — «Костыль»
- Луи Сенье — доктор Нобле
- Жан Брошар — Мишо
- Поль Деманж — Андре Морге
- Анри Насья — комендант Мюнгаузен
- Ив Денио — Робер Детай
- Жак Шарон — граф Жак де Сен-Ле
- Пьер Пало — Дитрих
- Ролан Армонтель — Мускат
- Лин Норо — Роза Дюкрок
- Пьер Палау — Дитрих
- Реджи Налдер
- Альфред Паскуали — член муниципального совета, который уходит в отставку
- Раймон Пеллегрен — Пьер, фармацевт
- Санта Релли — Симона Мишо
- Жан д'Ид — член муниципального совета
- Жак Энли

Фильм снят без музыки.